# جيك أودوم
جيك أودوم (بالإنجليزية: Jake Odum)‏ مواليد 11 فبراير 1991 في تير هوت، هو لاعب كرة سلة أمريكي. بدأ مسيرته الاحترافية في سنة 2014. يلعب في الدوري الألماني لكرة السلة كلاعب هجوم خلفي. يحمل الرقم 13. يبلغ طوله 6 قدم 4 بوصة (1.9 م). لعب ابقا مع ميدي بايرويت في الدوري الألماني.

## روابط خارجية
- جيك أودوم على موقع الدوري الأوروبي لكرة السلة (الإنجليزية)
- جيك أودوم على موقع كرة السلة الأوروبية.كوم (الإنجليزية)
- جيك أودوم على موقع DraftExpress.com (الإنجليزية)
- جيك أودوم على موقع كلية كرة السلة في سبورتس رفرنس.كوم (الإنجليزية)
- جيك أودوم على موقع ريلجم (الإنجليزية)
- جيك أودوم على موقع بروبوليرز (الإنجليزية)
- جيك أودوم على موقع سبورتس رفرنس (الإنجليزية)